# Percy Downe
Percy Downe, (né le 8 juillet 1954) est un sénateur canadien.
De 1986 à 1993, Downe est assistant exécutif au premier ministre de l'Île-du-Prince-Édouard, Joe Ghiz. Downe déménage à Ottawa à la suite de la victoire libérale lors de l'élection fédérale de 1993, et sert en tant qu'assistant exécutif au secrétaire d'État pour les Anciens combattants. Il exerce ensuite les mêmes fonctions pour le ministre des Pêches et océans, puis le ministre du Travail.
Il se joint au cabinet du premier ministre en tant que directeur des nominations en 1998. Il devient chef de cabinet du premier ministre Jean Chrétien en 2001.
Il est nommé au Sénat pour la province de l'Île-du-Prince-Édouard en juin 2003 sur la recommandation de Chrétien.